# Джон Гарлан Кім
Джон Гарлан Кім (англ. John Harlan Kim, нар. 10 січня 1993, Мельбурн, Вікторія, Австралія) — австралійський актор корейського походження. Він відомий своєю роллю Єзекіїля Джонса в американському пригодницькому телесеріалі «Бібліотекарі».

## Кар'єра
Перше прослуховування було до міні-серіалу «Тихий океан» Тома Генкса — Стівена Спілберга, де йому дали роль 14-річного японського солдата в епізоді «Окінава». Потім Кім два роки закінчував середню школу і грав роль Дейла «Маккі» Мак-Грегора в австралійській мильній опері «Сусіди».
У 2014 році Кім отримав головну роль у пригодницькому телесеріалі TNT «Бібліотекарі» як Єзекіїля Джонса, злодія та «майстра технологій і шанувальника класичних злочинів, якому подобається грати роль міжнародної людини-загадки» цю роль він грав протягом чотирьох сезонів. У 2019 році він отримав роль Грега Лі, «блискучого студента-медика», у науково-фантастичному телесеріалі The CW «Пандора».

## Фільмографія
| Рік       |    | Українська назва              | Оригінальна назва         | Роль             |
| --------- | -- | ----------------------------- | ------------------------- | ---------------- |
| 2009—2011 | с  | Сусіди                        | Neighbours                | Дейл Мак-Грегор  |
| 2010      | с  | Тихий океан                   | The Pacific               | Солдат           |
| 2014—2018 | с  | Бібліотекарі                  | The Librarians            | Єзекіїль Джонс   |
| 2019      | с  | Морська поліція: Лос-Анджелес | NCIS: Los Angeles         | Фанг Конг Лі     |
| 2019      | с  | Пандора                       | Pandora                   | Грег Лі          |
| 2020      | с  | Гаваї 5.0                     | Hawaii Five-0             | Ендо             |
| 2020—2023 | с  | 9-1-1                         | 9-1-1                     | Альберт Хан      |
| 2021      | ф  | Дрібниці                      | The Little Things         | Офіцер Гендерсон |
| 2021      | с  | Ненсі Дрю                     | Nancy Drew                | Агент Парк       |
| 2022      | ф  | Пурпурові серця               | Purple Hearts             | Тобі             |
| 2023      | с  | Останнє, що він сказав мені   | The Last Thing He Told Me | Боббі Лін        |
| 2023      | кф | Повітря                       | Air                       | Саймон           |
|           | ф  | Вольтрон                      | Voltron                   |                  |